# الجميلات النائمات (رواية)
الجميلات النائمات (باليابانية:眠れる美女) مؤلفها ياسوناري كواباتا الحائز على جائزة نوبل للأدب 1968، ترجمتها للعربية ماري طوق. وصدرت عن دار الآداب ببيروت .تقع الرواية في 140صفحة

## نبذة عن الرواية
الرواية مكونة من خمسة فصول قصيرة مع العجوز إيغوشي إلى منزل الجميلات النائمات، حيث يتمكن العجائز المصابون في رغباتهم من قضاء ليلة إلى جانب مراهقة نائمة تحت تأثير مخدر، عجائز لا يجلبون المتاعب كما أطلقت عليهم مديرة المنزل يقضون الليل في استعادة وهم شباب منقض.

## أحداث الرواية
إيغوشي العجوز الذي يدخل إلي المنزل للمرة الأولى بدافع الفضول، فتدفعه التجربة لتكرارها، خمس ليال في منزل الجميلات النائمات يستعيد فيها ذكرياته، ينتقل عبر رائحة أو لون إلي ذكريات قديمة عن أمه، عن ابنته، ونساء مررن في حياته، لقطات قصيرة سريعة كأنفاس الجميلات النائمات إلى جواره، يغوص كاواباتا من خلالها إلى أعمق مناطق النفس البشرية و واحدة من أكثرها تعقيدا، يأخذنا إلى تلك المنطقة الغائمة بين الموت والشباب والجنس والحب، دون كثير من التفاصيل أو الأحداث فقط انتقال سلس بين مشاهد الذاكرة والمشاعر الدقيقة التي تثيرها في النفس، كاواباتا يواجهنا بتلك المخاوف الخفية، الخوف من العجز، من الفقد، ومن النهايات غير المتوقعة أبدا.
خمس ليال يقضيها إيغوشي العجوز وحيدا في مواجهة أسئلة النهاية بينما ترقد إلى جواره جميلة نائمة كشاهد على الخوف والوحدة التي لا مهرب منها، خمس ليال تنتهي بموت مفاجئ للجميلة السمراء النائمة بجواره، الجميلة الفتية، ذات الأنفاس الثقيلة، الجميلة السمراء التي تبدو وكأنها غير يابانية كما وصفها، الجميلة الغريبة المفاجئة. تماما كالموت.

## آراء حول الرواية
جابرييل جارسيا ماركيز قال في مقدمته القصيرة للرواية عن كونها الكتاب الوحيد الذي تمنى لو كان كاتبه.

## شخصيات الرواية
- إيغوشي: الشخصية الرئيسية، رجل مسن في أواخر الستينات من عمره، يتمتع بصحة جيدة نسبيًا مقارنة بمن يرتادون "بيت الجميلات النائمات". يمثل شخصية تتأرجح بين الفضول، الحنين، والرغبة المكبوتة، ويُستخدم كنافذة لاستكشاف الذاكرة والشيخوخة.
- الجميلات النائمات: فتيات شابات يُخدّرن للنوم العميق، دون أن يُسمح لزوار المنزل بإيقاظهن أو التفاعل معهن. لا تحمل كل واحدة منهن اسمًا محددًا، بل يُقدمن كرموز للجمال، الشباب، والبراءة، ويشكلن محفزًا لاسترجاع ذكريات إيغوشي.
- مديرة المنزل: امرأة غامضة تدير المكان، وتضع القواعد الصارمة التي تحكم العلاقة بين الزوار والفتيات. تمثل السلطة الأخلاقية والحدود التي لا يمكن تجاوزها.[6]

## أسلوب الرواية
يتسم أسلوب رواية الجميلات النائمات لياسوناري كاواباتا بالهدوء والتأمل، ويعتمد على لغة شاعرية مكثفة تنقل المشاعر الداخلية من خلال صور حسية وتجارب وجدانية. يستخدم الكاتب السرد الذاتي عبر شخصية إيغوشي، مما يتيح استكشافًا عميقًا للذاكرة والشيخوخة والرغبة المكبوتة. يتجنب كاواباتا الوصف الفج أو المباشر، ويعلي من قيمة الروح على الجسد، مقدمًا تجربة سردية تتداخل فيها الذكريات مع الحاضر في إطار فلسفي يسلط الضوء على هشاشة الإنسان وتلاشي الرغبات

## من الرواية إلة السينما
تم اقتباس رواية الجميلات النائمات لياسوناري كاواباتا في فيلم يحمل عنوان الجميله النائمه Sleeping Beauty، صدر عام 2011 من إخراج وسيناريو جوليا لي . الفيلم أسترالي ومن نوع دراما إغرائية، ويتناول موضوعات مشابهة للرواية مثل الجسد، الرغبة، والحدود الأخلاقية، لكن بأسلوب بصري أكثر استفزازًا. تدور أحداثه حول فتاة شابة تدخل عالمًا غريبًا حيث تُخدّر لتنام بجانب رجال مسنين، دون أن تكون واعية لما يحدث، مما يفتح الباب لتأملات فلسفية حول السلطة، الجمال، والهوية